# Srećko Galić
Srećko Galić (Ljubuški, 1935. - Tuzla, 1. listopada 2018.), akademski kipar, slikar i profesor.

## Životopis
Nakon završetka niže realne gimnazije u Ljubuškom, odlazi u Sarajevo gdje završava petogodišnju Srednju primijenjenu školu. Studij na Akademiji likovnih umjetnosti Sveučilišta u Beogradu, Odsjek za kiparstvo završava 1962. Nakon toga je u Ljubuškom radio kao profesor likovne kulture u gimnaziji i učiteljskoj školi. Kao prosvjetni radnik radio je i u Lukavcu, a 1967. odlazi u Tuzlu u kojoj je nastavio djelovanje.
Od 1966. do 1986. izradio je 30 bista istaknutih osoba društvenog, javnog i kulturnog života. Tako je u Tuzli izradio biste braće Ribar, Lole i Jurice, Mije Keroševića, Vjekoslava Tunjića i drugih. U Ljubuškom je izradio biste heroja Jure Galića, Enesa Ormana i Marijana Primorca, a u Metkoviću bistu Stjepana Radića. Od 1985. godine imao je atelje u kojem je djelovao do početka 1992. Atelje mu je otet, opljačkan i uništen, a većina djela ukradena. Bavio se i komercijalnom umjetnošću, izradom portreta na nadgrobnim spomenicima.
Izlagao je na preko 40 skupnih i više samostalnih izložbu. Od 1966. godine je član ULUBiH-a i Saveza likovnih umjetnika Jugoslavije, te član Društva likovnih umjetnika u Tuzli.